# Laboratoriumglaswerk

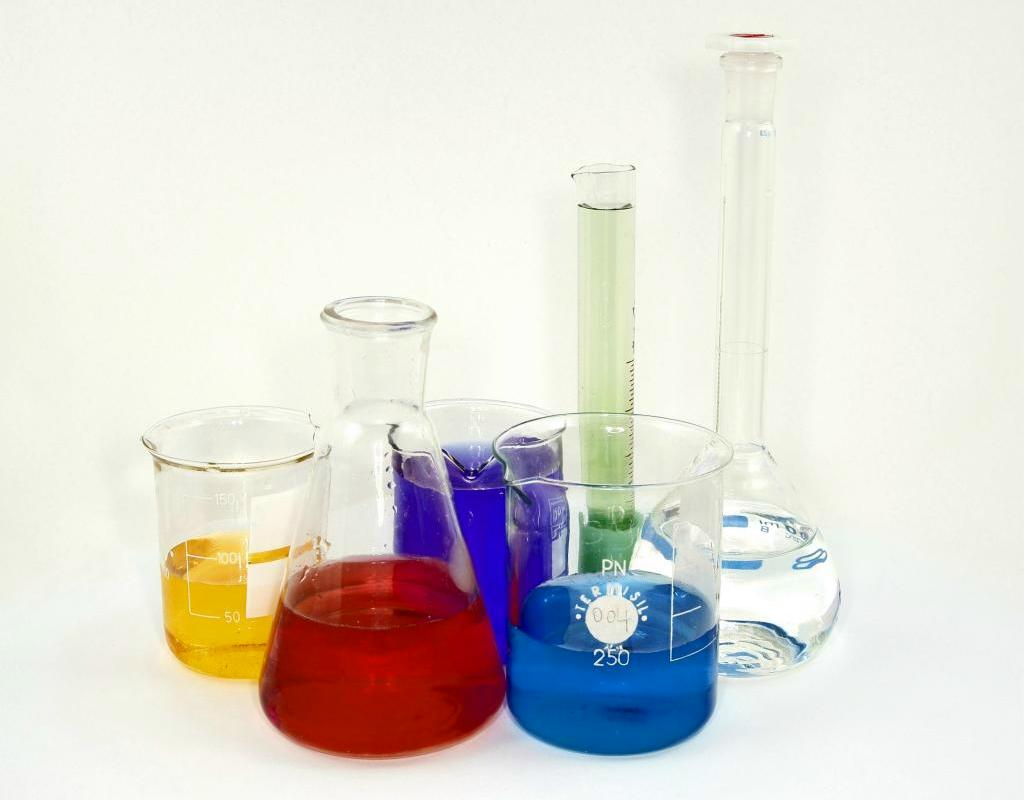
Drie bekerglazen, een erlenmeyer, een maatcilinder en een maatkolf

De naam laboratoriumglaswerk slaat op een aantal glazen instrumenten die door scheikundigen en biologen worden gebruikt bij wetenschappelijke experimenten of kleinschalige procedures. Het meeste laboratoriumglaswerk wordt vervaardigd uit boriumsilicaat, dat een grote inertie biedt aan de meeste chemische verbindingen, zoals sterke zuren, sterke basen, oxidatoren en andere corrosieve en ontvlambare verbindingen. Het glaswerk is ook bestand tegen hitte, waardoor een aantal stukken laboratoriumglaswerk speciaal worden gebruikt om stoffen te verhitten.
De meeste laboratoriumglaswerken worden gemaakt door gespecialiseerde firma's, zoals Schott AG. Tot in het midden van de 20e eeuw werd het meeste laboratoriumglaswerk in een kleine glasblazerij zelf gemaakt, die bij het laboratorium was aangesloten. Een aantal grote laboratoria, zoals in universiteiten, beschikken over een eigen hersteldienst voor laboratoriumglaswerk, alhoewel de meeste stukken worden aangekocht en niet meer zelf worden vervaardigd. Bepaalde speciaal ontworpen stukken glaswerk voor specifiek gebruik bij onderzoek kunnen wel nog ter plaatse worden gemaakt.

## Lijst van laboratoriumglaswerk
- Bekerglas
- Bolkoeler
- Büchnerfilter
- Büchnertrechter
- Buis van Thiele
- Buret
- Broomtrechter
- Claisenopzetstuk
- Cuvet
- Capillair
- Dean-Stark-apparaat
- Desiccator
- Destillatie-uitloopstuk
- Dimrothkoeler
- Droogpistool
- Druppeltrechter
- Erlenmeyer
- Expansiestuk
- Friedrichskoeler
- Gasmeetspuit
- Gaswasfles
- Grahamkoeler
- Horlogeglas
- Koeler
- Koelvinger
- Liebigkoeler
- Maatcilinder
- Maatkolf
- Motorzuigerburet
- NMR-buisje
- Petrischaal
- Pipet
- Pyknometer
- Reageerbuis
- Reductiestuk
- Refluxkoeler
- Retort
- Roerstaaf
- Rondbodemkolf
- Scheitrechter
- Soxhlet-apparaat
- Spatbol
- Stop
- Thermometer
- Trechter
- Verdeelpipet
- Vervalstuk
- Volumepipet
- Vigreuxkolom
- Weegflesje